# IC 3673
IC 3673 је појединачна звијезда у сазвјежђу Береникина коса која се налази на листи објеката дубоког неба у Индекс каталогу.
Деклинација објекта је + 21° 8' 18" а ректасцензија 12h 42m 4,3s.